# Пожога, Владислав
Влади́слав Пожо́га (пол. Władysław Pożoga; 8 января 1923, Сержавы, Келецкое воеводство, Польская Республика — 6 апреля 2015, Варшава, Польша) — польский военный деятель, один из руководителей госбезопасности и спецслужб ПНР, член ЦК ПОРП.

## Ранняя биография и начало карьеры
Родился в крестьянской семье Станислава и Марии Пожога . Во время немецкой оккупации присоединился к Гвардии Людовой и вступил в коммунистическую ППР. Воевал против оккупантов в партизанах Армии Людовой. После окончания Второй мировой войны поступил на службу в Министерство общественной безопасности (МОБ).
Участвовал в подавлении антикоммунистического повстанческого движения NSZ, WiN, УПА. За эту деятельность был приговорён к смерти повстанческим трибуналом NSZ. С июля 1945 служил в Жешувском воеводском управлении безопасности по линии I (контрразведка) и IV (экономика) департаментов МОБ. Получил младшее офицерское звание – хорунжий. В октябре 1946 отдал приказ секретному агенту МОБ Ежи Ваулину ликвидировать партизанского командира NSZ Антония Жубрида. Приказ был выполнен, Жубрид и его жена убиты.
В 1947–1948 подпоручик Пожога прослушал курсы следователей Центральной школы МОБ в Лодзи. Затем в звании поручика вновь служил в Жешувском управлении. С сентября 1951 переведён в Быдгощ, до конца 1953 возглавлял кадровый отдел и секретариат управления безопасности. С 1954, после расформирования МОБ – офицер Комитета общественной безопасности (КОБ), возглавлял секретариат Быдгощского управления КОБ. Состоял в правящей Польской объединённой рабочей партии с декабря 1948.

## Работа в аппарате МВД
28 ноября 1956 новое руководство ПОРП во главе с Владиславом Гомулкой провело реформу карательных органов и спецслужб. Было учреждено Министерство внутренних дел, объединившее гражданскую милицию и Службу госбезопасности (СБ). Управления безопасности были включены в комендатуры милиции. В. Пожога в звании капитана перешёл в Быдгощскую воеводскую комендатуру (комендантом являлся тогда подполковник Хойнацкий). С 1959 – начальник 2-го отдела (контрразведка) по линии СБ.
В июне 1961 майор В. Пожога переведён на аналогичную должность в Гданьскую воеводскую комендатуру. С августа 1968 в звании подполковника – заместитель, с июня 1970 в звании полковника – первый заместитель коменданта по СБ. В этом качестве активно участвовал в подавлении студенческих волнений в 1968 и рабочих протестов в 1970. Во втором случае произошло кровопролитие. Подчинённая ему СБ курировала в Труймясто последующие репрессии против протестовавших, он курировал преследования и вербовку оппозиционных активистов, в том числе Леха Валенсы.
Смена партийно-государственного руководства, отставка Гомулки и приход к власти Эдварда Герека не подорвали позиций Пожоги. С февраля 1973 он служил в центральном аппарате МВД. 10 мая 1973 был назначен начальником II департамента МВД (контрразведка),  сменив полковника Крупского). В 1974 получил звание генерала бригады.
В ведении II департамента находилась борьба с иностранными разведками (прежде всего западногерманской БНД, американским ЦРУ и британской МИ6), иностранными националистическими организациями (прежде всего украинскими, русскими, белорусскими и литовскими), контроль над гражданами ПНР, выезжающими за рубеж, блокирование враждебных радиопередач, оперативный контроль над внешнеторговыми операциями. В то же время служба участвовала в политических репрессиях. Департамент тесно сотрудничал с ПГУ КГБ СССР, II отделом МГБ ГДР, II управлением чехословацкой StB. В Москве для постоянного контакта действовала “Оперативная группа «Висла»”.

## В борьбе с «Солидарностью»
Августовское забастовочное движение 1980 года привело к созданию независимого профсоюза «Солидарность». Эдвард Герек и его ближайшее окружение ушли в отставку. Первым секретарём ЦК ПОРП стал Станислав Каня. Произошли существенные изменения и в аппарате МВД. 22 сентября 1980 В. Пожога был назначен заместителем нового министра внутренних дел Мирослава Милевского, оставив руководство департаментом.
В. Пожога не принадлежал к ортодоксально-догматическому «партийному бетону» (в отличие от генералов Милевского, Стахуры, Цястоня, полковников Вальчиньского и Платека). Однако он также был непримиримым противником «Солидарности». Вокруг Пожоги формировался своего рода «мозговой трест» госбезопасности, изыскивающий способы «приручения» профсоюза и разложения его изнутри путём спецопераций и интриг. Также в задачу Пожоги как куратора контрразведки входило оперативное отслеживание намерений союзников по Варшавскому договору, особенно властей ГДР, активно стремившихся оказать «братскую помощь» ПОРП.
В июле 1981 министром внутренних дел ПНР был назначен генерал Чеслав Кищак. Выходец из военной разведки, Кищак с подозрением относился к кадрам госбезопасности, особенно связанным с Милевским. Однако Пожога сумел доказать лояльность и новому министру, и генералу Войцеху Ярузельскому, который с февраля возглавлял правительство ПНР, а с октября – ЦК ПОРП. Он стал одним из ближайших сподвижников и доверенных лиц Кищака. Положительно относились к Пожоге в руководстве КГБ СССР, в том числе персонально Юрий Андропов.
22 ноября 1981 в ходе «кищаковской реформы» в МВД были созданы укрупнённые структуры, в том числе Служба разведки и контрразведки (SWK), объединившая I и II департаменты. Параллельно велась ускоренная подготовка к установлению в ПНР военного режима. В. Пожога был назначен начальником SWK.
13 декабря 1981 в Польше было введено военное положение. Власть перешла к Военному совету национального спасения (WRON) под председательством генерала Ярузельского. «Солидарность» была запрещена, тысячи активистов интернированы, сопротивление подавлялось военной силой. Как заместитель министра Пожога курировал «внешнее обеспечение» (другой заместитель, генерал Стахура, заведовал внутренними репрессиями). Пожога был одним из трёх функционеров, с Кищаком и Стахурой, кто непосредственно отчитывался перед Ярузельским по линии МВД. Он принимал участие в планировании создания «псевдоСолидарности» – управляемого властями профсоюза – но этот проект потерпел неудачу. С 1983 имел звание генерал дивизии.
В середине 1980-х, уже после отмены военного положения, активно участвовал в аппаратной интриге, усилившей позиции Кищака и его группы. «Прагматики-центристы» во главе с Ярузельским и Кищаком развернули наступление на «фракцию „бетона“». Главным конкурентом Кищака был М. Милевский, в то время член Политбюро и секретарь ЦК, курировавший силовые структуры, и, в частности, МВД. Убийство Ежи Попелушко, совершённое офицерами спецгруппы IV департамента МВД, вызвало всеобщее негодование в стране и сильно подорвало позиции Милевского.
Было инициировано расследование «дела “Железо”» (Afera Żelazo')' – криминальных операций разведки ПНР в западноевропейских странах, которые в 1970-х курировал Милевский. Специальную комиссию МВД возглавлял Пожога. Сам Милевский и его подчинённые подверглись допросам. В результате в мае 1985 Милевский был снят со всех постов (ещё раньше, в 1983, был уволен из МВД Стахура).
На X съезде ПОРП летом 1986 генерал Кищак был кооптирован в Политбюро, а генерал Пожога – в ЦК ПОРП (был также членом редколлегии органа ЦК ПОРП Nowe Drogi). 17 декабря 1986 Пожога назначен первым заместителем министра внутренних дел ПНР.

## Аналитик и стратег реформ
В 1986 партийно-государственное руководство, под влиянием внутренних процессов в стране и партии, а также советской «перестройки», перешло к социально-политическим переменам (освобождение политзаключённых, хозяйственные изменения, допущение политических и экономических дискуссий). Ярузельский сформировал группу для разработки комплекса реформ. «Спасение разваливающейся ПНР» было поручено «команде трёх» – секретарю ЦК Станиславу Чосеку, пресс-секретарю правительства Ежи Урбану и заместителю министра внутренних дел Владиславу Пожоге. Включение в команду отражало положение SWK МВД как партийно-государственного аналитического центра и репутацию Пожоги как «главного интеллектуала госбезопасности».
«Команда трёх» рекомендовала продолжение либерализации, диалог с оппозицией, рыночные реформы. При этом не ставилось под сомнение сохранение власти ПОРП. В том же ключе были выдержаны меморандумы МВД, поступавшие Ярузельскому. Пожога склонялся к тому, чтобы разделить власть с оппозицией, возложить и на неё ответственность за социальные трудности и таким изощрённым путём укрепить власть ПОРП. Эти установки начали реализовываться после новой забастовочной волны лета 1988 – на переговорах в Магдаленке и Круглом столе. В. Пожога характеризуется как один из «архитекторов» этих процессов, представитель «коммунистического мозгового треста», «хранитель секретов Кищака».
Первые же альтернативные выборы 4 июня 1989 завершились победой «Солидарности». Начался процесс отстранения ПОРП от власти, сворачивания социалистического строя и преобразования ПНР в Третью Речь Посполитую. 24 августа 1989 правительство возглавил представитель «Солидарности» Тадеуш Мазовецкий. 17 октября 1989 Пожога оставил МВД. Он ещё оставался на госслужбе и был направлен послом Польши в Болгарию. Оставался в этой должности около полутора лет, но политической роли уже не играл ни во внутренней политике, ни в дипломатии.

## Последние годы
В новой Польше дистанцировался от прямого участия в политике. К судебной ответственности он также не привлекался (в отличие от ряда других государственных и политических деятелей ПНР). Его прямого участия в репрессиях не было задокументировано, обвинений в «коммунистических преступлениях» против него не выдвигалось. На судебном процессе над Ежи Ваулиным не удалось документально подтвердить наличие приказа Пожоги об убийстве АКовца Антония Жубрида. 
В 1995 рн отвечал в сейме на вопросы Комиссии конституционной ответственности. Институт национальной памяти подозревал его в сокрытии архивных документов, но он категорически отклонил такие подозрения.
Скончался Владислав Пожога в возрасте 92 лет. Похоронен на Северном коммунальном кладбище в Варшаве.

## Оценки личности и свидетельства
В. Пожога считается яркой и значительной фигурой истории ПНР. Особый интерес вызывала его информированность. Он с готовностью общался с историками и СМИ. Отмечалось, однако, что Пожога не раз менял свои версии событий, и это не способствовало полному доверию к его свидетельствам. Ещё в 1987 историк польских спецслужб Генрик Пецух издал книгу '“Siedem rozmów z generałem dywizji Władysławem Pożogą” (Семь бесед с генералом дивизии Владиславом Пожогой). Книга содержит подробности деятельности контрразведки ПНР и контрповстанческих операций. В 1992 Пецух издал (переиздано в 1996) “Wojciech Jaruzelski tego nigdy nie powie. Mówi były szef wywiadu i kontrwywiadu, pierwszy zastępca Ministra Spraw Wewnętrznych generał dywizji Władysław Pożoga” (Войцех Ярузельский этого никогда не скажет: рассказывает бывший начальник разведки и контрразведки, первый заместитель министра внутренних дел генерал дивизии Владислав Пожога). В этих изданиях Пожога дал довольно откровенные оценки политике руководства ПОРП и МВД 1980-х.